# Janina Ruczajówna
Janina Maria Ruczajówna (Ruczaj) (ur. 24 czerwca 1887 we Lwowie, zm. po 1939) – polska nauczycielka, działaczka oświatowa i społeczna, obrończyni Lwowa. 

## Życiorys
Ukończyła żeńskie seminarium nauczycielskie.
Od 13 maja 1907 nauczała w szkole powszechnej w Małkowicach koło Gródka Jagiellońskiego, a następnie w męskiej szkole im. Tadeusza Kościuszki we Lwowie. Była drużynową żeńskiej VII Lokalnej Drużyny Harcerskiej we Lwowie. Drużyna ta była złożona z dziewcząt pracujących fizycznie, które gromadziły się w klasztorze ss. Miłosierdzia przy ul. Teatyńskiej. Podczas obrony Lwowa była ochotniczką w Komendzie Uzupełnień „Sokoła-Macierzy”, a od 2 do 22 listopada w Polskiej Służbie Sanitarnej. W toku walk został ranna w wyniku strzelaniny na ul. Teatyńskiej. Do końca listopada leżała w placówce na tej ulicy kierując ruchem swoich harcerek.
Była związana z endecją. Działała w Narodowej Organizacji Kobiet. Była członkinią Zarządu Okręgowego i Zarządu Głównego Stowarzyszenia Chrześcijańsko-Narodowego Nauczycielstwa Szkół Powszechnych oraz Polskiego Towarzystwa Pedagogicznego we Lwowie. Udzielała się w Związku Obrońców Lwowa. W 1926 została referentką w sekcji śląskiej Związku Obrony Kresów Zachodnich we Lwowie. Od 1927 była członkinią Rady Szkolnej Miejskiej we Lwowie. W 1938 została wybrana członkinią zarządu Akcji Katolickiej Archidiecezji Lwowskiej. Działała też w Katolickim Stowarzyszeniu Młodzieży Żeńskiej.

## Publikacje
- Wigilja Orląt Lwowskich. Obrazek sceniczny z czasów obrony Lwowa (1928)

## Ordery i odznaczenia
- Medal Niepodległości (19 czerwca 1938)[9]